# Rödögd lövletare
Rödögd lövletare (Automolus melanopezus) är en fågel i familjen ugnfåglar inom ordningen tättingar.

## Utbredning och systematik
Fågeln förekommer från sydöstra Colombia till sydöstra Peru, nordvästligaste Bolivia och västra Amazonområdet i Brasilien. Den behandlas som monotypisk, det vill säga att den inte delas in i några underarter.

## Status
IUCN kategoriserar arten som livskraftig.